# Казимир Пац
Казимир Пац (? — 1695) — римо-католицький і державний діяч Великого князівства Литовського, настоятель Слонімський (1643), секретар королівський (з 1650), настоятель Білостоцький (1654), віленський і гераненський (1662), канонік віленський (1657), єпископ смоленський (1664–1667) і жемайтський (1668–1695).

## Життєпис
Представник литовського магнатського роду герба Паців «Гоздава». Молодший син воєводи Троцького Петра Паца (бл. 1570–1642) від другого шлюбу з Гальшею (Ельжбетою) Шемет (пом. 1652). Старші брати — підкоморій великий литовський Фелікс Ян, Єроним Домінік, обозний великий литовський Боніфацій Теофіл і великий гетьман литовський Михайло Казимир Пац.
Навчався у Вільнюсі, де ще тоді вирішив присвятити себе духовній кар'єрі.
У 1643 згадується в сані пробста Слонімського.
У 1650 — секретар королівський, у 1654 став пробстом Білостоцьким і кусташем пілтенським.
У 1657 Казимир Пац був призначений каноніком віленським.
Під час московсько-польської війни (1654—1667) Казимир Пац потрапив у московський полон, після повернення з якого в 1662 був призначений настоятелем віленським і гераненським. У 1664 отримав сан єпископа смоленського, а в 1668 — єпископа Жемайтського.
Брав активну участь в політичному житті, брав участь в сеймах. Неодноразово був кандидатом на посаду єпископа віленського, однак не зміг отримати необхідну підтримку у зв'язку зі зменшенням впливу Паців у Великому князівстві Литовському.
У 1668 після зречення від престолу польського короля Яна Казимира Вази єпископ жемайтський Казимир Пац підтримував кандидатуру російського царевича Федора Олексійовича на вакантний трон Речі Посполитої.
У 1683 єпископ Казимир Пац придбав у Катерини Станкевич частину маєтку в Занарочі разом з Козинцем.
У 1689 єпископ перепродав Занарочь і Козинець свій сестрі Катерині Данилевич з Паців.